# ヤドゥ

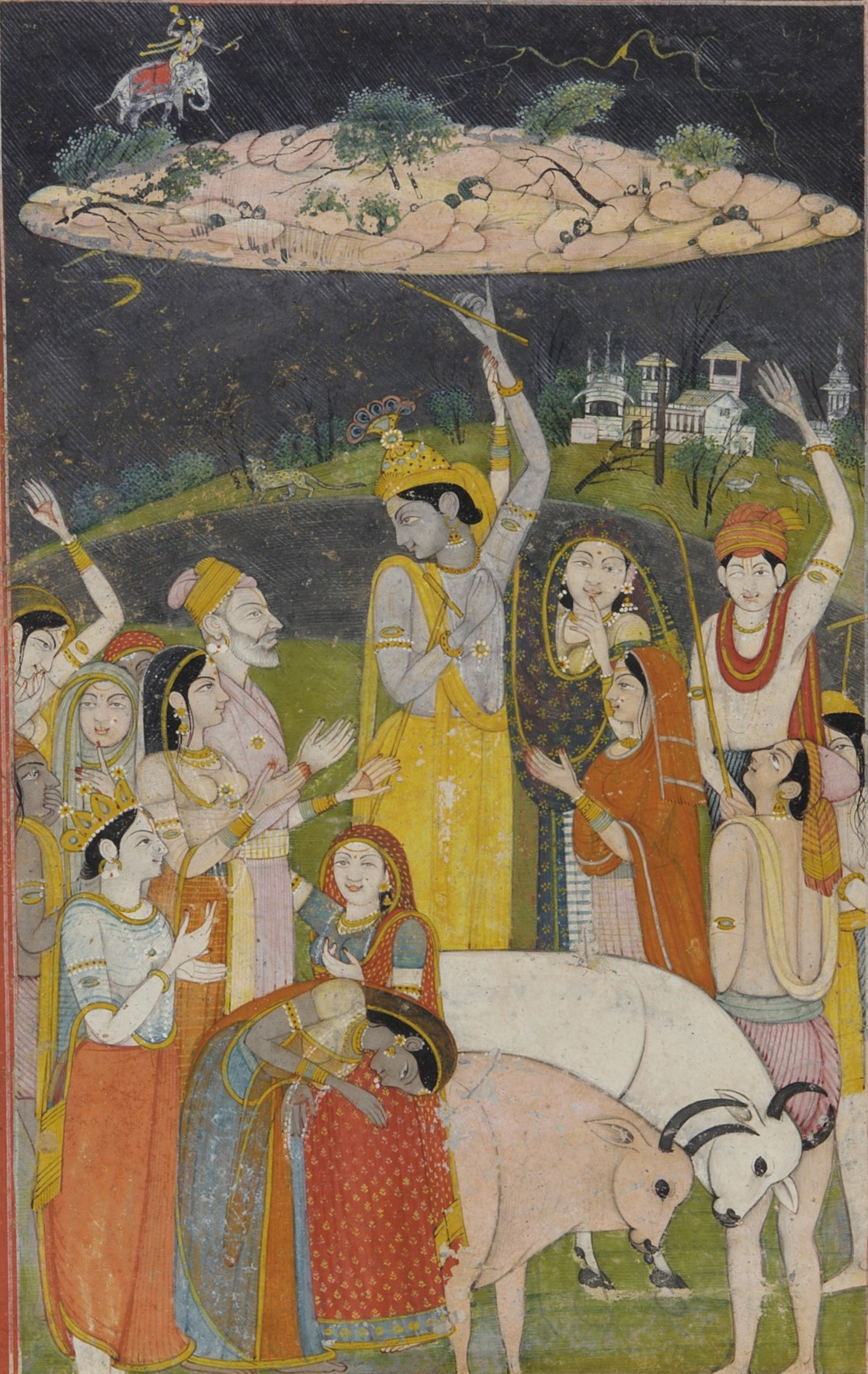
クリシュナ、ヤドゥの子孫になる。

ヤドゥ（Yadu）は、リグ・ヴェーダなどインド神話の登場人物。月種族の王ヤヤーティとデーヴァヤーニーの子で、トゥルヴァスの兄。ドルヒユ、アヌ、プルの異母兄。サハスラジット、クローシュトリ、ナラ、リプの父。ヤーダヴァ族の始祖とされ、クリシュナ、バララーマの祖にあたる。
ヤドゥは、父ヤヤーティがシュクラ（ウシャナス）の呪いによって年老いたとき、千年の間自分の代わりに呪いを引き受けることを頼まれたが、拒否したため、ヤヤーティから王国を譲ってもらえなかった。ヤドゥはヤヤーティの呪いを拒否した他の兄弟たちと同様に辺境に追われ、ヤーダヴァ族の祖となった。